# Apeadero de Penteado
El Apeadero del Penteado, igualmente denominado Apeadero de Penteado, es una estación ferroviaria de la Línea del Alentejo, que sirve a la localidad de Penteado, en el ayuntamiento de Moita, en Portugal.

## Historia
Esta plataforma se encuentra en el tramo entre Barreiro y Bombel de la Línea del Alentejo, que entró en servicio el 15 de junio de 1857.